# بیمارستان شهدای هیرمند
بیمارستان شهدای هیرمند  بیمارستانی است درمانی واقع در شهر دوست‌محمد مرکز شهرستان هیرمند استان سیستان و بلوچستان وابسته به دانشگاه علوم پزشکی زابل است.
این بیمارستان دارای بخش های مختلف که عبارت است از:
بخش اورژانس
بخش جنرال (بستری داخلی زنان و مردان. بستری اطفال)
بخش دیالیز
بخش اتاق عمل 
بخش زایشگاه 
بخش تالاسمی
آزمایشگاه
رادیولوژی 
کلینک تخصصی 
همچنین در این بیمارستان خدمات و تزریقات بیماران سگ گرفتگی (هاری) نیز به صورت کاملا رایگان انجام می شود.
این بیمارستان در نقطه صفر مرزی واقع شده و می تواند در صورت توافق وزارت بهداشت با کشور افغانستان به مراجعه کنندهای افغان نیز خدمات ارائه کند.